# Репс Юрій Петрович
Юрій Петрович Репс (латис. Juris Reps; нар.. 26 березня 1944, Рига, Латвійська РСР, СРСР) — радянський і латвійський хокеїст, нападник. Майстер спорту СРСР міжнародного класу

## Життєпис
Юрій Репс — вихованець дитячо-юнацької спортивної школи «Динамо» (Рига), за яку він почав грати в 1957 році. З 1959 року грав за команду «Вагонобудівник» (Рига), а у 1962—1967 роках виступав у чемпіонатах СРСР за ризьку команду «Даугава». За час виступів за команду «Даугава» Юрій Репс закинув 126 шайб у 217 матчах (за іншими даними, він закинув 156 шайб, з яких 15 були у вищій лізі, а решта — в першій лізі чемпіонату СРСР).
У 1967—1977 роках Юрій Репс виступав за команду «Динамо» (Москва), закинувши 134 шайби в матчах чемпіонату СРСР (за іншими даними — 132 або 133 шайби у 351 матчі). За цей час у складі своєї команди він тричі ставав срібним призером і чотири рази бронзовим призером чемпіонату СРСР, у 1969 році був визнаний найкращим нападником чемпіонату країни. Його партнерами по трійці нападу в різні роки були Володимир Юрзінов, Ігор Самочернов, Михайло Титов і Анатолій Мотовилов.
Переможець зимової Універсіади 1968 року. Основу студентської збірної Радянського Союзу складали київські «динамівці» (Кульков, Альошин, О. Богінов, Бєлоножкін, Тузик, Серебряков, Шоман, Голембіовський), а очолював Дмитро Богінов.
У складі збірної СРСР у 1969—1970 роках зіграв у трьох товариських матчах (два проти збірної Фінляндії і один проти збірної Швеції), закинувши одну шайбу у ворота фінської команди. Крім цього, у складі збірної команди СРСР-II він брав участь у Міжнародному хокейному турнірі 1967 року в Москві (першому з наступної серії турнірів на призи газети «Ізвєстія»), провівши п'ять ігор і закинувши одну шайбу. У складі збірної СРСР-II він став срібним призером цього турніру.
У 1977—1981 роках Юрій Репс виступав за команду «Динамо» (Рига), закинувши за цей час 24 шайби в матчах чемпіонату СРСР. За сукупністю виступів за клуби Москви та Риги входив до сотні найрезультативніших гравців чемпіонату країни — «Клуб 100 бомбардирів».
У 1991—1993 роках Юрій Репс грав за команду «Вецмейстарс» («ветерани» або «старі майстри»), яка виступала в хокейному чемпіонаті Латвії.
У 1992—1994 роках Юрій Репс працював старшим тренером хокейної команди «Динамо» (Рига).

## Досягнення
- Срібний призер Московського міжнародного хокейного турніру у складі збірної СРСР-II) — 1967[6].
- Срібний призер чемпіонату СРСР — 1971, 1972, 1977[1].
- Бронзовий призер чемпіонату СРСР — 1968, 1969, 1974, 1976[1].
- Володар Кубка СРСР — 1972, 1976[3].
- Фіналіст Кубка СРСР — 1969, 1970, 1974.[3]
- Чемпіон Зимової Універсіади — 1968[3].[9].
- Володар Кубка Торонто — 1971, 1972.[1]
- Володар Кубка Ахерна — 1975, 1976.[1]